# Siv Engström-Svenson
Siv Ulla Margareta Engström-Svenson, född 7 juni 1929 i Lindesberg, är en svensk målare, tecknare och grafiker. 
Engström-Svensson utbildade sig vid Grafikgruppen i Örebro och Umeå samt för flera olika Örebrokonstnärer under 1940-1960-talen, men räknar sig själv som autodidakt. Hon har förutom i Sverige deltagit i utställningar i Norge, Danmark, Frankrike och Italien. År 2007 arrangerades en retrospektiv utställning på Örebro Läns Museum. Bland hennes offentliga arbeten märks utsmyckning för Rådhuset och Turistbyrån i Örebro, Lindesbergs lasarett, Vivalla fritidsgård och kvarteret Gillet i Örebro.
Hennes konst består av interiörer, landskap, stadsbilder och blomsterstilleben i naivistisk stil. 
Engström-Svensson är representerad vid Nationalmuseum, Moderna museet, Nordiska museet, Örebro läns museum, Jönköpings läns museum, Västerbottens museum, Örebro läns landsting, Stockholms kommun, Örebro kommun och Umeå kommun.